# Mount Borcik
Mount Borcik ist ein markanter Berg von 2780 m Höhe im Königin-Maud-Gebirge der antarktischen Ross Dependency. Er ragt 7 km nordnordwestlich des Mount Dietz im südlichen Teil der Hays Mountains auf.
Kartografisch erfasst wurde das Gebiet durch Vermessungsarbeiten des United States Geological Survey und mithilfe von Luftaufnahmen der United States Navy von 1960 bis 1964. Das Advisory Committee on Antarctic Names benannte den Berg nach Lieutenant Commander Andrew J. Borcik (1931–1999), Navy-Pilot für die Erstellung von Luftaufnahmen während der Operation Deep Freeze der Jahre zwischen 1965 und 1967.